# Меполизумаб
Меполизумаб — лекарственный препарат, моноклональное антитело, ингибитор интерлейкина (IL-5). Одобрен для применения: ЕС, США (2015).

## Механизм действия
Связывается с IL-5.

## Показания
- дополнительная поддерживающая терапия бронхиальной астмы
- Эозинофильный гранулематоз с полиангиитом[англ.]
- Гиперэозинофильный синдром[англ.][3]

## Противопоказания
- Гиперчувствительность

## Способ применения
подкожная инъекция.